# Coupe du Maghreb des clubs champions 1969-1970
Navigation
Édition suivante
La Coupe du Maghreb des clubs champions 1969-1970 est la première édition de la Coupe du Maghreb des clubs champions, qui se déroule entre les 3 et 5 avril 1970, à Alger.
La compétition est réservée aux champions nationaux du Maroc, de Tunisie, d'Algérie, et de Libye. La compétition se joue sous forme de matchs à élimination directe, mettant aux prises quatre clubs, qui s'affrontent à Alger. 
C'est le club algérien du Chabab Riadhi Belcourt qui remporte la compétition en battant en finale le club tunisien du CS Sfax, aux tirs au but, après un nul de 2 buts à 2.

## Équipes participantes
- Chabab Riadhi Belcourt  - Champion d'Algérie 1969
- Wydad Athletic Club  - Champion du Maroc 1969
- Club sportif sfaxien  - Champion de Tunisie 1969
- Al-Ittihad Tripoli  - Champion de Libye 1969

## Compétition

### Demi-finales
Matchs joués le 3 avril 1970.
| Date    | Équipe 1    | Résultat         | Équipe 2           |
| ------- | ----------- | ---------------- | ------------------ |
| 3 avril | CS Sfax     | 3 - 0            | Al-Ittihad Tripoli |
| 3 avril | CR Belcourt | 0 - 0 2-1 t.a.b. | Wydad AC           |

Les buteurs du match CSS-Al-Ittihad sont: Mongi Dalhoum (2 buts) et Abdallah Hajri.
Les tirs au but sont tirés alors en un ensemble de cinq tirs successifs pour chaque équipe. Le WAC tire le premier. 2 tirs sont arrêtés par le gardien Mohamed Abrouk et 2 sont tirés en dehors des buts. Seul Daghrari réussit son tir. Le CRB qui a besoin de réussir deux tirs pour se qualifier réussit par Achour et Lalmas.

### Match pour la3eplace
| Date    | Équipe 1           | Résultat         | Équipe 2 |
| ------- | ------------------ | ---------------- | -------- |
| 5 avril | Al-Ittihad Tripoli | 0 - 0 5- 4t.a.b. | Wydad AC |

### Finale
| Date    | Équipe 1    | Résultat         | Équipe 2 |
| ------- | ----------- | ---------------- | -------- |
| 5 avril | CR Belcourt | 2 - 2 4-3 t.a.b. | CS Sfax  |

La finale a eu lieu le 5 avril 1970. Buts de: Hassan Achour   23e  et Mokhtar Khalem   91e (CRB), Habib Trabelsi   25e  et Abdelwahab Trabelsi   96e (CSS).
- CR Belcourt : Mohamed Abrouk, Amar, Abderrahmane Slimani, Hamid Moha, Hamiti, Meziane, Selmi Djilali, Hacène Lalmas, Mokhtar Khalem, Hassan Achour et Hamid Boudjenoun.
- CSSfax : Béchir Hajri (puis Ameur Lejmi), Habib Jerbi, Abdelwahab Trabelsi, Raouf Najar, Hmida Sallem, Alaya Sassi, Moncef Ben Barka (Hammadi Agrebi), Habib Trabelsi, Mongi Dalhoum et Abdallah Hajri.

## Vainqueur
| Coupe du Maghreb des clubs champions Vainqueur 1970 |
| --------------------------------------------------- |
| Chabab Riadhi Belcourt Premier titre                |

## Meilleurs buteurs
| Rang | Joueur              | Club        | Buts |
| ---- | ------------------- | ----------- | ---- |
| 1    | Mongi Dalhoum       | CS Sfax     | 2    |
| 2    | Achour Hacène       | CR Belcourt | 1    |
| -    | Mokhtar Khalem      | CR Belcourt | 1    |
| -    | Habib Trabelsi      | CS Sfax     | 1    |
| -    | Abdelwahab Trabelsi | CS Sfax     | 1    |
| -    | Abdallah Hajri      | CS Sfax     | 1    |

## Sources
- Rsssf.com